# جکسونز پوینت

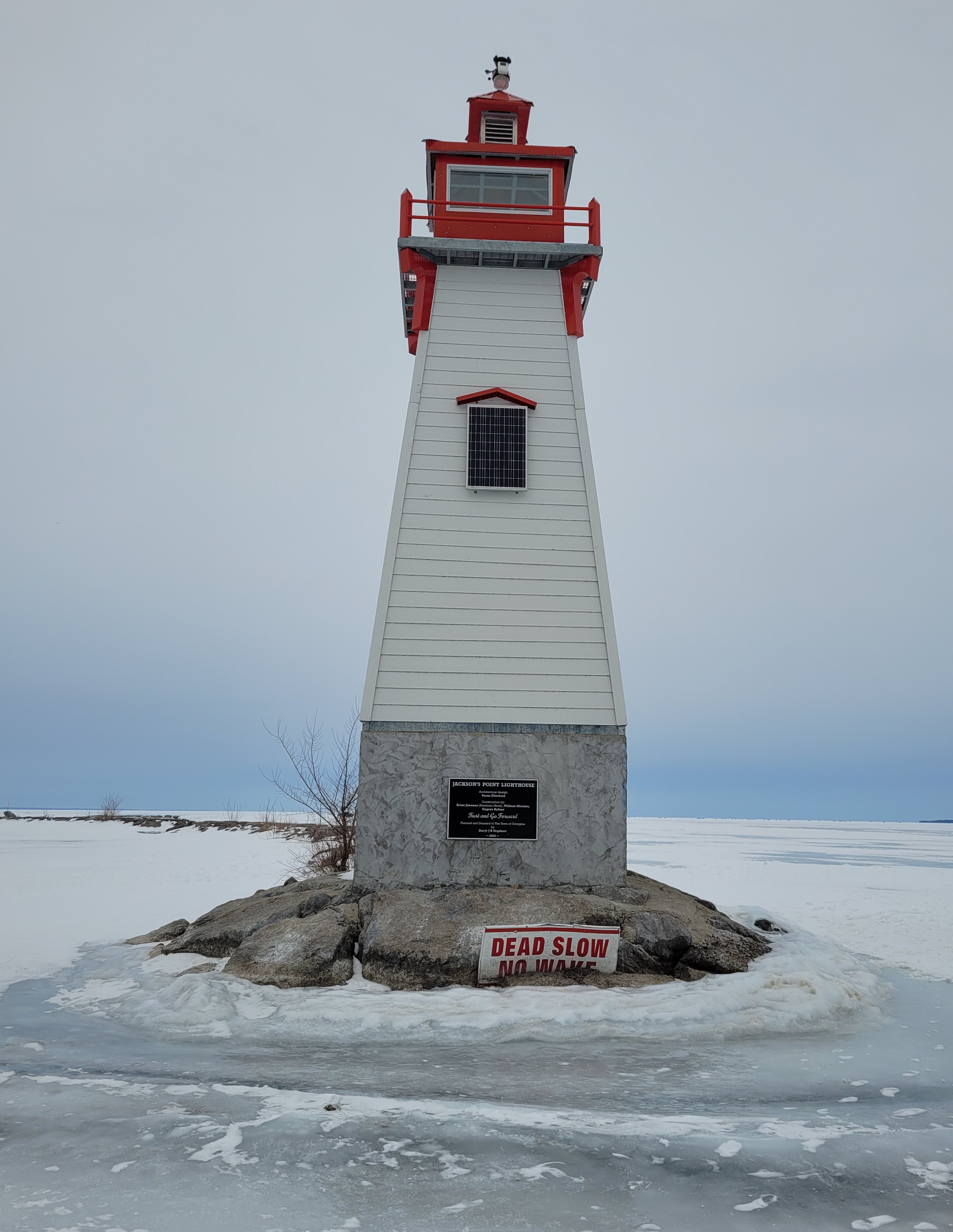
فانوس دریایی در جکسونز پوینت

جکسونز پوینت (به انگلیسی: Jackson's Point) یک بندر تابستانی واقع در شهر جورجینا، در دریاچه سیمکو در انتاریو است.